# Zastavți, Monastîrîska
Zastavți (în ucraineană Заставці) este o comună în raionul Monastîrîska, regiunea Ternopil, Ucraina, formată numai din satul de reședință.

## Demografie
Componența lingvistică a comunei Zastavți
     Ucraineană (99,23%)
     Alte limbi (0,52%)
Conform recensământului din 2001, majoritatea populației comunei Zastavți era vorbitoare de ucraineană (99,23%), existând în minoritate și vorbitori de alte limbi.